# Arnalli, Manvi
Arnalli là một làng thuộc tehsil Manvi, huyện Raichur, bang Karnataka, Ấn Độ.